# Championnats d'Amérique du Sud d'athlétisme 1947
Navigation
Édition précédente Édition suivante
Les 15e Championnats d'Amérique du Sud d'athlétisme ont eu lieu en 1947 à Rio de Janeiro. 

## Résultats

### Hommes
| Épreuves              | Or                                      | Argent                                 | Bronze                                 |
| --------------------- | --------------------------------------- | -------------------------------------- | -------------------------------------- |
| 100 mètres            | Gerardo Bönnhoff (ARG) 11 s 0           | Santiago Ferrando (PER) 11 s 2         | Carlos Isaack (ARG) 11 s 3             |
| 200 mètres            | Alberto Triulzi (ARG) 22 s 0            | Gerardo Bönnhoff (ARG) 22 s 3          | Alberto Labarthe (CHI) 22 s 4          |
| 400 mètres            | Gustavo Ehlers (CHI) 49 s 0             | Antonio Pocovi (ARG) 49 s 2            | Guillermo Avalos (ARG) 49 s 5          |
| 800 mètres            | Adán Torres (ARG) 1 min 53 s 7          | Nilo Riveros (ARG) 1 min 54 s 3        | Alfonso Rozas (CHI) 1 min 54 s 9       |
| 1 500 mètres          | Melchor Palmeiro (ARG) 3 min 57 s 8     | Nilo Riveros (ARG) 4 min 00 s 1        | Raúl Inostroza (CHI) 4 min 01 s 7      |
| 3 000 mètres          | Ricardo Bralo (ARG) 8 min 44 s 3        | Raúl Inostroza (CHI) 8 min 45 s 0      | Delfo Cabrera (ARG) 8 min 46 s 9       |
| 5 000 mètres          | Raúl Inostroza (CHI) 15 min 07 s 8      | Eusebio Guiñez (ARG) 15 min 14 s 0     | Sebastião Monteiro (BRA) 15 min 15 s 2 |
| 10 000 mètres         | João Oitica (BRA) 33 min 01 s 2         | Sebastião Monteiro (BRA) 33 min 17 s 6 | Delfo Cabrera (ARG) 33 min 19 s 0      |
| 20 kilomètres         | Armando Sensini (ARG) 1 h 56 min 23     | Eusebio Guiñez (ARG) 1 h 57 min 17     | Joaquín da Silva (BRA) 1 h 59 min 00   |
| 110 mètres haies      | Alberto Triulzi (ARG) 14 s 7            | Hélio Pereira (BRA) 15 s 3             | Jorge Undurraga (CHI) 15 s 4           |
| 400 mètres haies      | Sergio Guzmán (CHI) 54 s 8              | Hermenelindo Alberti (ARG) 54 s 9      | Víctor Henríquez (CHI) 55 s 2          |
| Saut en hauteur       | Alfredo Jadresic (CHI) 1,91 m           | Francisco Moura (BRA) 1,91 m           | Carlos Altamirano (CHI) 1,88 m         |
| Saut à la perche      | Lúcio de Castro (BRA) 3,90 m            | Federico Horn (CHI) 3,80 m             | Sinibaldo Gerbasi (BRA) 3,80 m         |
| Saut en longueur      | Francisco Moura (BRA) 7,10 m            | Guillermo Dyer (PER) 7,08 m            | Enrique Kistenmacher (ARG) 7,07 m      |
| Triple saut           | Geraldo de Oliveira (BRA) 15,16 m       | Carlos Vera (CHI) 15,03 m              | Juan Gallo (CHI) 14,33 m               |
| Lancer de poids       | Emilio Malchiodi (ARG) 14,30 m          | Nadim Marreis (BRA) 14,05 m            | Julián Llorente (ARG) 13,94 m          |
| Lancer du disque      | Karsten Brödersen (CHI) 45,24 m         | Eduardo Julve (PER) 44,07 m            | Emilio Malchiodi (ARG) 43,92 m         |
| Lancer du marteau     | Edmundo Zúñiga (CHI) 49,07 m            | Juan Fusé (ARG) 47,95 m                | Dário Tavares (BRA) 45,97 m            |
| Lancer du javelot     | Ricardo Heber (ARG) 59,59 m             | Lúcio de Castro (BRA) 57,37 m          | Efraín Santibáñez (CHI) 56,59 m        |
| Décathlon             | Enrique Kistenmacher (ARG) 7 011 points | Eduardo Julve (PER) 6 460 points       | Raimundo Rodrigues (BRA) 6 328 points  |
| Relais 4 × 100 mètres | Argentine 42 s 3                        | Uruguay 42 s 9                         | Brésil 43 s 5                          |
| relais 4 × 400 mètres | Argentine 3 min 16 s 0                  | Chili 3 min 17 s 0                     | Brésil 3 min 19 s 9                    |
| Cross-country         | Sebastião Monteiro (BRA) 37 min 28 s 9  | Reinaldo Gorno (ARG) 38 min 39 s 0     | Manuel Díaz (CHI) 38 min 48 s 0        |

### Femmes
| Épreuves              | Or                           | Argent                        | Bronze                        |
| --------------------- | ---------------------------- | ----------------------------- | ----------------------------- |
| 100 mètres            | Noemí Simonetto (ARG) 12 s 4 | Anegret Weller (CHI) 12 s 7   | Melania Luz (BRA) 12 s 8      |
| 200 mètres            | Anegret Weller (CHI) 26 s 6  | Melania Luz (BRA) 26 s 6      | Adriana Millard (CHI) 27 s 1  |
| 80 mètres haies       | Noemí Simonetto (ARG) 11 s 5 | Wanda dos Santos (BRA) 12 s 1 | María Spuhr (ARG) 12 s 2      |
| Saut en hauteur       | Ilse Barends (CHI) 1,60 m    | Noemi Simonetto (ARG) 1,55 m  | Alice Willhöft (BRA) 1,45 m   |
| Saut en longueur      | Noemi Simonetto (ARG) 5,40 m | Wanda dos Santos (BRA) 5,16 m | Eliana Gaete (CHI) 5,13 m     |
| Lancer de poids       | Ingeborg Mello (ARG) 11,58 m | Edith Klempau (CHI) 11,27 m   | Elma Klempau (CHI) 11,11 m    |
| Lancer du disque      | Ingeborg Mello (ARG) 38,40 m | Elma Klempau (CHI) 36,49 m    | Noemia Assunção (BRA) 34,02 m |
| Lancer du javelot     | Gerda Martín (CHI) 38,22 m   | Ingeborg Mello (ARG) 36,08 m  | Ursula Holle (CHI) 35,87 m    |
| Relais 4 × 100 mètres | Argentine 49 s 9             | Brésil 50 s 3                 | Chili 50 s 5                  |

## Tableau des médailles
| Rang | Nation    | Or | Argent | Bronze | Total |
| ---- | --------- | -- | ------ | ------ | ----- |
| 1    | Argentine | 18 | 11     | 8      | 37    |
| 2    | Chili     | 9  | 7      | 14     | 30    |
| 3    | Brésil    | 5  | 9      | 10     | 24    |
| 4    | Pérou     | 0  | 4      | 0      | 4     |
| 5    | Uruguay   | 0  | 1      | 0      | 1     |